# Jamelle Hagins
Jamelle Hagins (Roanoke, 19 ottobre 1990) è un cestista statunitense.

## Palmarès

### Club
- Campionato italiano: 1

Reyer Venezia: 2016-17
- FIBA WASL Gulf League: 1

Shabab Al-Ahli:2024-2025